# Championnat d'Indonésie de football 1997-1998
Navigation
Saison précédente Saison suivante
La saison 1997-1998 du Championnat d'Indonésie de football est la quatrième édition du championnat de première division en Indonésie. La Premier Division regroupe trente-deux équipes, réparties en trois poules géographiques où elles s'affrontent deux fois au cours de la saison, à domicile et à l'extérieur. 
Bandung Raya, finaliste la saison dernière, déclare forfait avant le début de la compétition pour des raisons financières. Le championnat est arrêté le 25 mai 1998 en raison de la situation politique instable du pays. 

## Les clubs participants
| - Pelita Jaya - Persib Bandung - Bandung Raya - Forfait - Medan Jaya - Semen Padang - Persiraja Banda Aceh - Arseto Solo - Persita Tangerang - PSMS Medan - Persikota Tangerang - Promu de D2 - PSIM Jogjakarta - Promu de D2 - PSB Bogor - Persija Jakarta - PSBL Bangar Luampung - Persikabo Bogor - Promu de D2 - Persikab Bandung | - PSP Padang - Petrokimia Putra - Pupuk Kaltim - Barito Putra - Gelora Dewata - Arema Malang - Mitra Surabaya - Persipura Jayapura - Persebaya Surabaya - PSM Makassar - Putra Samarinda - Persema Malang - PSIS Semarang - PSDS Deli Serdang - Persiba Balikpapan - Persma Manado |

## Compétition
Le barème utilisé pour établir l'ensemble des classements est le suivant :
- Victoire : 3 points
- Match nul : 1 point
- Défaite : 0 point

### Première phase

#### Groupe Ouest
| Rang | Équipe               | Pts | J  | G | N | P  | Bp | Bc | Diff |
| ---- | -------------------- | --- | -- | - | - | -- | -- | -- | ---- |
| 1    | Persebaya SurabayaT  | 28  | 14 | 8 | 4 | 2  | 17 | 8  | +9   |
| 2    | Persija Jakarta      | 27  | 15 | 8 | 3 | 4  | 26 | 15 | +11  |
| 3    | Persiraja Banda Aceh | 26  | 15 | 7 | 5 | 3  | 21 | 17 | +4   |
| 4    | Persita Tangerang    | 24  | 15 | 7 | 3 | 5  | 22 | 15 | +7   |
| 5    | PSBL Bandar Lampung  | 21  | 15 | 5 | 6 | 4  | 21 | 23 | -2   |
| 6    | Arema Malang         | 18  | 14 | 4 | 6 | 4  | 9  | 9  | 0    |
| 7    | Persikabo BogorP     | 17  | 15 | 5 | 2 | 8  | 17 | 21 | -4   |
| 8    | Persikab Bandung     | 17  | 15 | 5 | 2 | 8  | 12 | 19 | -7   |
| 9    | Semen Padang         | 15  | 15 | 4 | 3 | 8  | 11 | 18 | -7   |
| 10   | Medan Jaya           | 11  | 15 | 3 | 2 | 10 | 13 | 24 | -11  |

#### Groupe Central
| Rang | Équipe               | Pts | J  | G | N | P | Bp | Bc | Diff |
| ---- | -------------------- | --- | -- | - | - | - | -- | -- | ---- |
| 1    | PSMS Medan           | 31  | 16 | 9 | 4 | 3 | 28 | 15 | +13  |
| 2    | Pelita Jaya          | 27  | 14 | 8 | 3 | 3 | 36 | 12 | +24  |
| 3    | Persikota TangerangP | 27  | 15 | 8 | 3 | 4 | 22 | 17 | +5   |
| 4    | Barito Putra         | 24  | 17 | 6 | 6 | 5 | 17 | 16 | +1   |
| 5    | Persib Bandung       | 22  | 15 | 6 | 4 | 5 | 14 | 8  | +6   |
| 6    | PSIS Semarang        | 20  | 16 | 4 | 8 | 4 | 17 | 24 | -7   |
| 7    | PSB Bogor            | 19  | 15 | 5 | 4 | 6 | 12 | 15 | -3   |
| 8    | PSDS Deli Serdang    | 18  | 15 | 6 | 0 | 9 | 14 | 25 | -11  |
| 9    | PSP Padang           | 16  | 16 | 3 | 7 | 6 | 14 | 22 | -8   |
| 10   | PSIM JogjakartaP     | 14  | 15 | 3 | 5 | 7 | 10 | 24 | -14  |
| 11   | Arseto Solo          | 11  | 14 | 3 | 2 | 9 | 10 | 16 | -6   |